# トマーシュ・マハーチ
トマーシュ・マハーチ（Tomáš Macháč, 2000年10月13日 - ）は、チェコ・プラハ出身の男子プロテニス選手。身長183cm、体重74kg。右利き、バックハンドは両手打ち。これまでにATPツアーでシングルス1勝、ダブルス1勝をそれぞれ挙げている。ATPランキング自己最高ランキングはシングルス20位。ダブルス46位。

## 選手経歴

### ジュニア時代
マハーチは中央ボヘミアのベローン地方で生まれた。姉のカテジーナがテニスの大会でプレーするのを観戦したことをきっかけにテニスを始めた。8歳からプラハのTKスパルタプラハでテニスの指導を受けることとなる。

### 2020年 チャレンジャー初優勝
2020年2月のコブレンツ・オープンのシングルスでチャレンジャー初優勝。同年9月の全仏オープンで予選を勝ち抜きグランドスラム本戦初進出。本戦初戦はテイラー・フリッツにフルセットの末敗れた。

### 2021年 トップ150入り

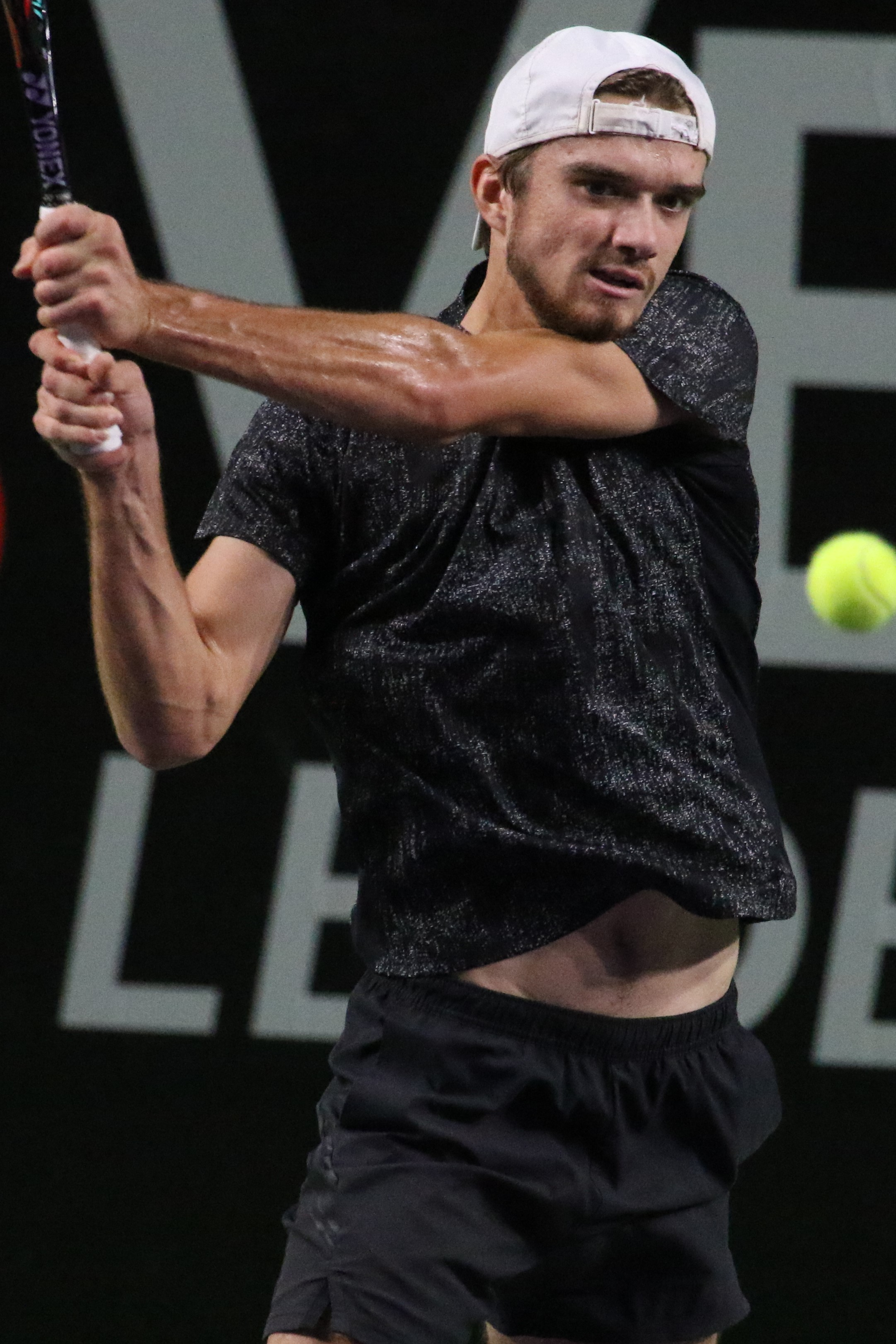
2021年国際テニス・ヴァンデでのトマーシュ・マハーチ

2021年1月に行われた全豪オープンの予選ではドミンゲス、マーテラー、ロディオノフらをそれぞれ2-1, 2-1, 2-0で下して予選突破。2月に全豪前哨戦であるマリーリバー・オープン（ATP250）でツアーデビューし、初戦のダックワースに0-2で敗れた。翌週の全豪本戦1回戦のマリオ・ビエーリャ・マルティネスを、セットカウント2-1で4セット目途中のマルティネスの棄権により、グランドスラム初勝利を挙げた。2回戦はマッテオ・ベレッティーニに1-3で敗れた。3月にヌルスルタンの決勝でゼバスティアン・オフナーを2-1で破り、チャレンジャー2勝目を挙げる。

### 2022年 トップ100入り

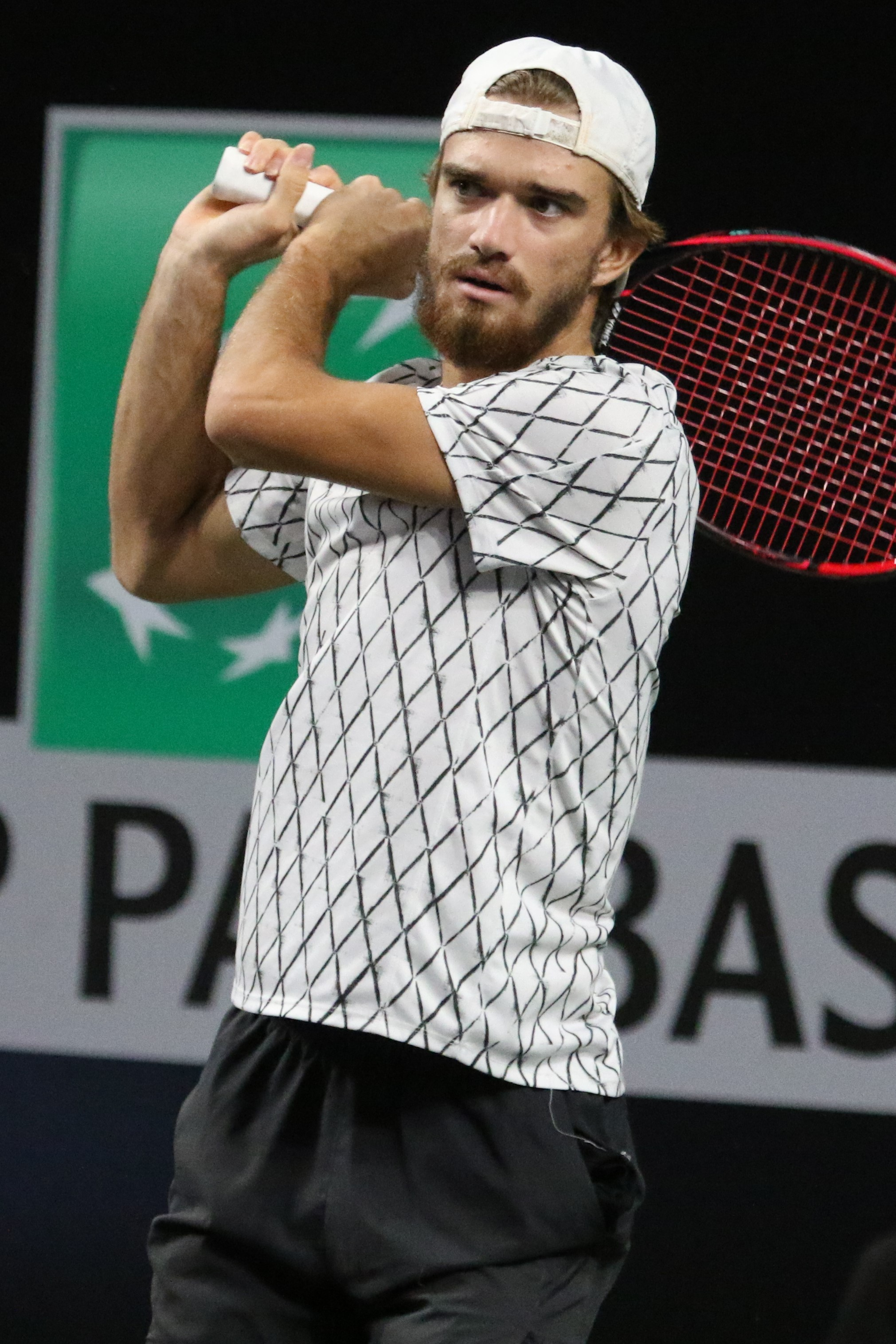
2022年国際テニス・ヴァンデでのトマーシュ・マハーチ

1月の2022年トララルゴン国際では決勝でビオーン・フラタンジェロを7-6(2), 6-3のストレートで破り、ATPチャレンジャーツアー3勝目を挙げた。全豪オープンでは1回戦でフアン・マヌエル・セルンドロを6-3, 2-6, 6-4, 6-2で破り、2年連続初戦突破。2回戦ではマキシム・クレッシーに1-6, 6-3, 1-6, 6-7(5)で敗れた。3月のBNPパリバ・オープンでは予選を通過して、ATPマスターズ1000初の本戦出場となった。そして、1回戦ではアレクセイ・ポピリンを6-3, 7-5のストレートで初戦を突破するとともに、マスターズ初勝利を挙げた。2回戦では当時世界1位のダニール・メドベージェフに3-6, 2-6のストレートで敗退した。8月には2022年コジェルキ・オープンでチャレンジャー4勝目を挙げ、世界ランキング126位を更新した。同月の2022年全米オープン (テニス) では予選を通過して、大会本戦初出場。1回戦ではボーティック・ファン・デ・ザンスフルプに6-3, 6-7(3), 1-6, 6-3, 5-7のフルセットの末に敗れた。年末には世界ランキング98位となり、トップ100入りを果たした。年間最終ランキングは98位。

### 2023年 トップ65入り

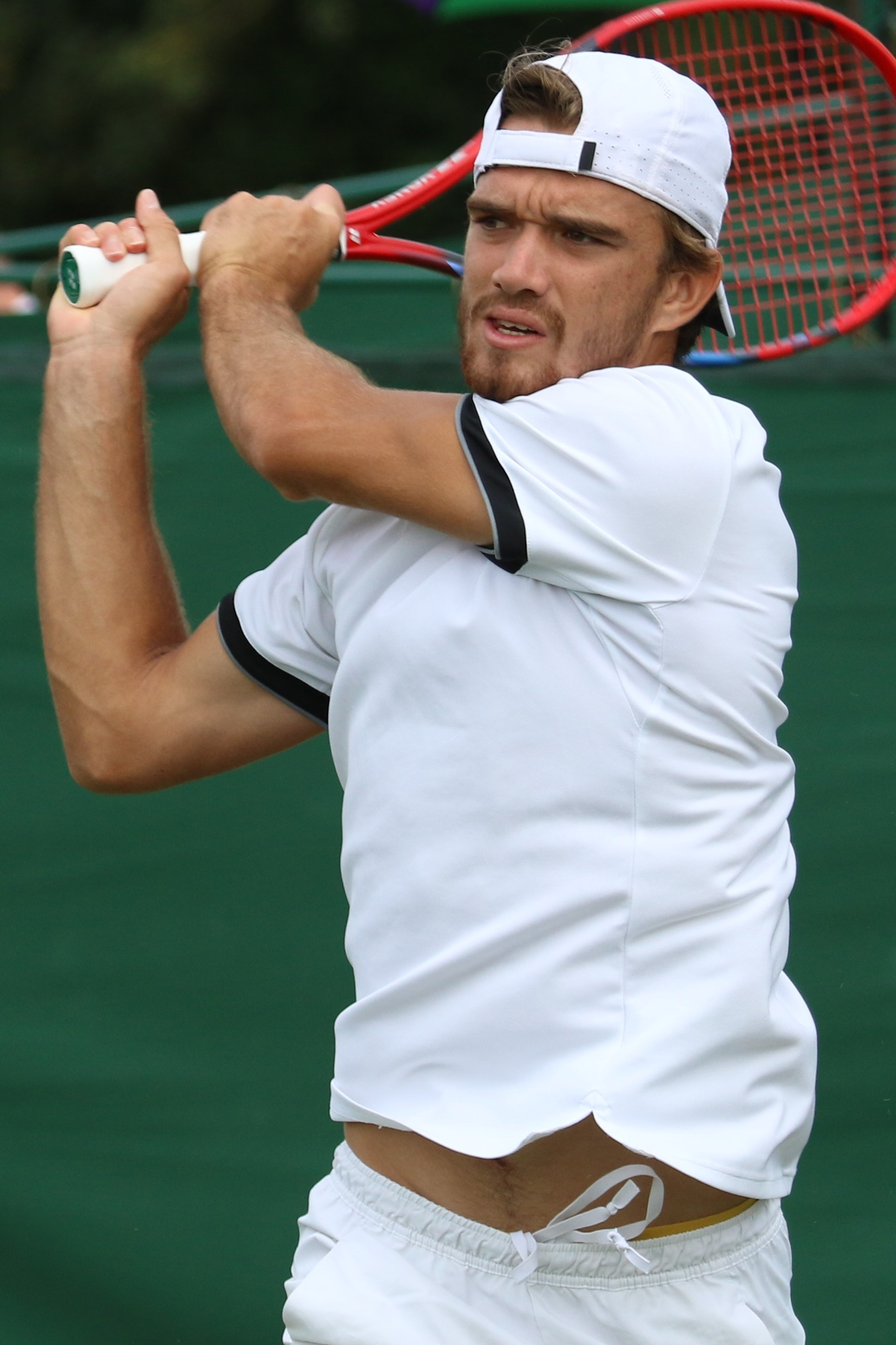
2023年ウィンブルドン選手権でのトマーシュ・マハーチ

1月の全豪オープンでは1回戦で第2シードのキャスパー・ルードに3-6, 6-7(6), 7-6(5), 3-6で初戦敗退。2月のドバイ・テニス選手権では予選を通過するも、当時世界ランキング1位のノバク・ジョコビッチに3-6, 6-3, 6-7(1)の熱戦の末に初戦敗退となった。4月の全米クレーコート選手権では予選を通過し、1回戦でジャック・ソックを6-2, 6-4、2回戦でマルコス・ギロンを6-4, 6-4のストレートでそれぞれ下して、ATPツアー初のベスト8進出するも、準々決勝でヤニック・ハンフマンに2-6, 1-6のストレートで敗退。5月の全仏オープンでは予選1回戦でリュカ・プイユに5-7, 3-6のストレートで予選敗退。7月のウィンブルドン選手権では予選3試合を制して、初の本戦出場となるも、1回戦では第12シードのキャメロン・ノリーに3-6, 6-4, 1-6, 4-6で初戦敗退。全米オープンでは予選3回戦でボルナ・ゴヨに6-7(5), 2-6のストレートで予選敗退。10月の2023年オルレアン・オープンでチャレンジャー5勝目を挙げ、10月2日にトップ100復帰をし、翌週の2023年ヴァンデ・オープンでチャレンジャー6勝目を挙げたことで世界ランキング85位となる。ストックホルム・オープンではラッキールーザーとして第4シードのアレハンドロ・ダビドビッチ・フォキナの代わりに2回戦から出場となり、スタン・ワウリンカを6-4, 6-1のストレートで破り、ベスト8進出。準々決勝ではラスロ・ジェレを7-5, 6-7(5), 4-6の逆転で敗れたが、大会後には世界ランキング75位を更新した。エルステ・バンク・オープンでは予選を制して、1回戦ではアレクサンダル・ブキッチでは6-1, 6-3のストレートで破り、初戦突破。2回戦ではステファノス・チチパスに3-6, 6-4, 5-7で敗れた。10月30日には世界ランキング64位を更新し、トップ65入りを果たした。

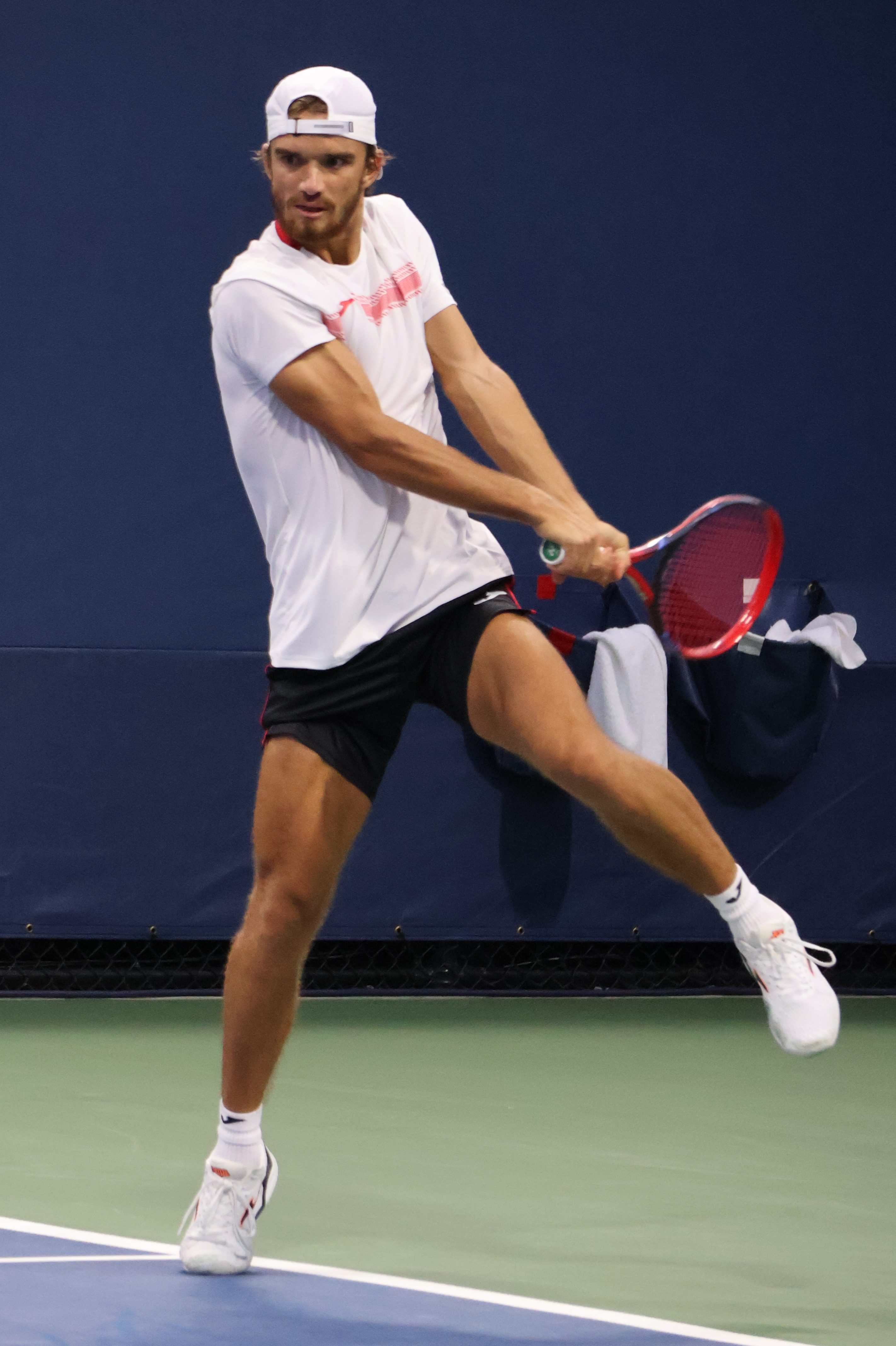
2023年全米オープンでのトマーシュ・マハーチ

### 2024年 五輪金メダル トップ50入り
3月のマイアミ・オープンでは1回戦でダーウィン・ブランチを6-4, 6-2、2回戦でアンドレイ・ルブレフを6-4, 6-4、3回戦でアンディ・マレーを5-7, 7-5, 7-6(5)、4回戦でマッテオ・アルナルディを6-3, 6-3でそれぞれ下して、自身初のATPマスターズ1000ベスト8進出を果たした。準々決勝ではヤニック・シナーに4-6, 2-6のストレートで敗れたが、大会後の4月1日には世界ランキング43位を更新し、トップ50入りを果たした。2024年パリオリンピックのテニス競技ではカテリナ・シニャコバとペアを組み、混合ダブルスの部で金メダルを獲得した。また、アダム・パブラセクと組んだダブルスではベスト4進出を果たした。3位決定戦ではアメリカ代表のテイラー・フリッツ/トミー・ポール (テニス) 組に3-6, 4-6のストレートで敗れ、銅メダルを逃した。

### 2025年 ツアー初優勝 トップ20入り
1月、ユナイテッド・カップではチェコ代表として参戦。グループステージを制して、チームはベスト8進出。準々決勝ではイタリア代表のフラビオ・コボッリを6-1, 6-2のストレートで圧倒し、ベスト4進出するも、準決勝のアメリカ戦では6-7(4), 5-6の時点で途中棄権し、テイラー・フリッツに敗れた。
全豪オープンでは第26シードとして出場。1回戦ではスミット・ナガルを6-3, 6-1, 7-5のストレートで、2回戦ではライリー・オペルカを3-6, 7-6(1), 6-7(5), 7-6(4), 6-4のフルセットでそれぞれ下して、自身2度目の大会3回戦進出。3回戦では第7シードのノバク・ジョコビッチに1-6, 4-6, 4-6のストレートで敗れた。
2月、2025年ダラス・オープンでは1回戦で錦織圭を6-2, 6-2、2回戦ではリンキー・ヒジカタを6-4, 7-6(0)でそれぞれストレートで破り、ベスト8進出。準々決勝ではデニス・シャポバロフに6-7(5), 0-6のストレートで敗退。
3月、アカプルコでは1回戦で同胞のヤクプ・メンシークを6-4, 2-6, 6-3、2回戦でダニエル・アルトマイアーを7-6(3), 6-1、準々決勝でラーナー・ティエンを6-3, 7-5、準決勝でブランドン・ナカシマを6-4, 1-6, 6-4でそれぞれ下して決勝進出。決勝ではお互いツアー初優勝をかけて、アレハンドロ・ダビドビッチ・フォキナを7-6(6), 6-2のストレートで下し、ツアー初優勝を飾るとともに、ATPツアー500が開始された2009年以降、チェコ人として史上3人目の優勝者となった。大会後には世界ランキング20位を更新し、初のトップ20入りとなった。

## 成績
略語の説明
| W | F | SF | QF | #R | RR | Q# | LQ | A | Z# | PO | G | S | B | NMS | P | NH |

W=優勝, F=準優勝, SF=ベスト4, QF=ベスト8, #R=#回戦敗退, RR=ラウンドロビン敗退, Q#=予選#回戦敗退, LQ=予選敗退, A=大会不参加, Z#=デビスカップ/BJKカップ地域ゾーン, PO=デビスカップ/BJKカッププレーオフ, G=オリンピック金メダル, S=オリンピック銀メダル, B=オリンピック銅メダル, NMS=マスターズシリーズから降格, P=開催延期, NH=開催なし.

### グランドスラム大会
| 大会           | 2020 | 2021 | 通算成績 |
| -------------- | ---- | ---- | -------- |
| 全豪オープン   | A    | 2R   | 1–1      |
| 全仏オープン   | 1R   |      | 0–1      |
| ウィンブルドン | NH   |      | 0–0      |
| 全米オープン   | A    |      | 0–0      |
| 年別           | 0–1  | 1–1  | 1–2      |

### 大会最高成績
| 大会                 | 成績 | 年         |
| -------------------- | ---- | ---------- |
| ATPファイナルズ      | A    | 出場なし   |
| インディアンウェルズ | 2R   | 2022, 2024 |
| マイアミ             | QF   | 2024       |
| モンテカルロ         | A    | 出場なし   |
| マドリード           | 2R   | 2024       |
| ローマ               | Q1   | 2024       |
| カナダ               | 1R   | 2024       |
| シンシナティ         | 1R   | 2024       |
| 上海                 | SF   | 2024       |
| パリ                 | 1R   | 2024       |
| オリンピック         | 2R   | 2021, 2024 |
| デビスカップ         | QF   | 2023       |
| ユナイテッド・カップ | SF   | 2024       |

## ATPチャレンジャー・ITFフューチャーズ決勝

### シングルス：6勝1敗
| 記録                          |
| ----------------------------- |
| ATPチャレンジャーツアー (2–1) |
| ITFフューチャーズツアー (4–0) |

| サーフェス別     |
| ---------------- |
| ハード (5–1)     |
| クレー (0–0)     |
| グラス (0–0)     |
| カーペット (1–0) |

| 結果   | 勝-敗 | 日時       | トーナメント     | サーフェス        | 相手                                   | スコア           |
| ------ | ----- | ---------- | ---------------- | ----------------- | -------------------------------------- | ---------------- |
| 優勝   | 1-0   | 2018年11月 | F8 オパヴァ      | カーペット (室内) | Filip Duda                             | 7-68-6, 7-5      |
| 優勝   | 2-0   | 2018年11月 | F10 ミロヴィツェ | ハード (室内)     | Christoph Negritu                      | 6-0, 6–2         |
| 優勝   | 3-0   | 2018年11月 | F1 ジーチャニ    | ハード (室内)     | イジー・レヘチカ                       | 不戦勝           |
| 優勝   | 4-0   | 2019年3月  | M15 マナマ       | ハード            | ティム・ファン・ライトーフェン         | 6-3, 6-3         |
| 優勝   | 1-0   | 2020年2月  | コブレンツ       | ハード (屋内)     | ボーティック・ファン・デ・ザンスフルプ | 6-3, 4-6, 6-3    |
| 準優勝 | 1-1   | 2020年11月 | ブラチスラヴァ   | ハード (屋内)     | マクシミリアン・マーテラー             | 7-67-3, 2-6, 5-7 |
| 優勝   | 2-1   | 2021年3月  | ヌルスルタン2    | ハード (屋内)     | ゼバスティアン・オフナー               | 4-6, 6-4, 6-4    |

### ダブルス：0勝4敗
| 結果 (ダブルス)               |
| ----------------------------- |
| ATPチャレンジャーツアー (0–0) |
| ITFフューチャーズツアー (0–4) |

| サーフェス別     |
| ---------------- |
| ハード (0–1)     |
| クレー (0–3)     |
| グラス (0–0)     |
| カーペット (0–0) |

| 結果   | 勝-敗 | 日時      | トーナメント                | サーフェス    | パートナー               | 対戦相手                                       | スコア             |
| ------ | ----- | --------- | --------------------------- | ------------- | ------------------------ | ---------------------------------------------- | ------------------ |
| 準優勝 | 0–1   | 2018年6月 | F3 モスト                   | クレー        | ミハエル・ヴルベンスキー | パトリック・リクル Petr Michnev                | 2–6, 6–2, [7–10]   |
| 準優勝 | 0–2   | 2018年7月 | F5 ウースチーナトルリツィー | クレー        | Antonín Bolardt          | パトリック・リクル フィリップ・ポラーシェク    | 6–7(2–7), 6–7(5–7) |
| 準優勝 | 0–3   | 2019年1月 | M15+H ブレシュイール        | ハード (室内) | Michal Konečný           | ダン・アデ アルバーノ・オリヴェチ              | 6–7(5–7), 3–6      |
| 準優勝 | 0–4   | 2019年4月 | M15 アンタルヤ              | クレー        | Michal Konečný           | パトリック・ニクラス＝サルミネン Bogdan Bobrov | 3–6, 3–6           |